# Lossen (eiland)
Lossen is een Zweeds eiland behorend tot de Lule-archipel. Het eiland ligt 50 meter uit de kust van het vasteland ter hoogte van het dorp met dezelfde naam. Het heeft geen oeververbinding en er is enige bebouwing.